# عزیزآباد (قراتوره)
عزیزآباد یک روستا در ایران است که در دهستان قراتوره واقع در بخش مرکزی شهرستان دیواندره استان کردستان قرار دارد. عزیزآباد ۵۱ نفر جمعیت دارد.